# Geirr Tveitt
Nils Geirr Tveitt (Bergen, Noorwegen, 19 oktober 1908 - Norheimsund, 1 februari 1981) was een Noors componist, dirigent en pianist.

## Levensloop
Als zoon van een leraar groeide hij op in Drammen, Noorwegen. In de vakantie was de hele familie te Norheimsund in Hardanger (West-Noorwegen). Gedurende deze vakantiezomers kwam hij in aanraking met de grote traditie en de omvangrijke volksmuziek uit deze regio. In 1918 begon hij met het verzamelen van volksmuziek en deed het tot 1942. Al in de jeugdige leeftijd kreeg hij piano- en vioolles. Toen hij in Voss naar school ging werd voor hem duidelijk, dat hij componist wilde worden. De componist Christian Sinding heeft hem ook advies gegeven om componist te worden.
Net als zijn landgenoten Edvard Grieg en Johannes Haarklou ging hij 1928 naar Leipzig, Duitsland, en studeerde aan de Hochschule für Musik und Theater "Felix Mendelssohn Bartholdy" compositie en muziektheorie daar bij Hermann Grabner, Leopold Wenninger en piano bij Otto Weinreich. Na 4 jaren in Leipzig ging hij 1933 naar Parijs en studeerde bij Arthur Honegger en Heitor Villa-Lobos. Verder trok hij op met de Franse impressionisten. Die Franse invloed kun je horen in het bekendste werk van hem, de A Hundred Folk Tunes from Hardanger opus 151. Na een korte studietijd in Wenen, Oostenrijk, kwam hij terug naar Oslo en Norheimsund waar hij eerst als leraar, muziekcriticus en muziekconsulent van de Noorse overheid was en daarna zijn doorbraak als componist beleefde. Na de Tweede Wereldoorlog dirigeerde en concerteerde hij in de belangrijkste steden van Europa. In 1960 werkte hij voor het Noorse Radio (NRK).

## Verloren gaan van partituren
In 1960 stortte zijn Studio in Norheimsund (waar hij een panoramablik had over het hele Hardanger-Regio) in door de sneeuw en in 1970 brandde het hele huis af. Vele van zijn originele partituren werden daarbij vernietigd. Rond 25% van zijn werken konden worden gered bij de brand van zijn (land)huis en andere konden gereconstrueerd worden uit opnames van de radio.
Daarna heeft hij niet meer gecomponeerd.

## Stijl
Geirr Tveitt gebruikt in verschillende composities niet de gewone grote en kleine terts, maar de oude kerktoonladders die hun oorsprong vinden in de kerkmuziek (dorisch, lydisch, ...) Zijn werk Prillar is bijvoorbeeld in G lydisch geschreven.

## Composities

### Werken voor orkest
- 1927 Concerto No.1 - F-gr.t. voor piano en orkest, opus 1
  1. Tranquillo
  2. Giocoso
  3. Lento
- 1931 Prillar (i G-lydisk) (Muziek in Noorse toonladders) voor orkest, opus 8
  1. Schnell (Snöggt)
  2. Langsam (Seint)
  3. Schnell (Snöggt)
- 1937 Birgingu
- 1937/1938 Variationer over en folkevise fra Hardanger - Variations on a Folk Tune from Hardanger voor twee piano's en orkest
- 1947 Concerto No.4 - "Aurore Boreale - Northern Lights" voor piano en orkest, opus 130
  1. The Northern Lights rise over a palette of autumn colours (Nordljoset vaknar yver hausfargane)
  2. ..sparkle in the winter sky and .. (..det glitrar op vinterhimlen og..)
  3. ..sail away in the spring night. (..siglar burt i vårnatti.)
- 1954 Hundrad Folketonar frå Hardanger - A Hundred Folk Tunes from Hardanger - Suite No. 1 opus 151
  1. 1. Velkomne med æra (O be ye most heartly welcomed)
  2. 2. Flyteljod (The goblin flute air)
  3. 3. Fagraste viso pao Joræ (The loveliest song on earth)
  4. 4. Moltor og myrabær (Berries of mountain and moor)
  5. 5. Stavkyrkjestev (Stave church chant)
  6. 6. Å naoe meg no fær mi tusta (O please preserve me from my sweetheart)
  7. 7. Uppskoka (Consecration of the New Beer)
  8. 8. Syrgjeleg Song um ein tom brennevinsdunk (Lament for an empty whiskey keg)
  9. 9. Langeleiklåt (Norwegian Peasant Harp)
  10. 10. Stølstone (Echo from the Mountain Pasture)
  11. 11. Hastverksbrudlaup (The hasty wedding)
  12. 12. Guds godhet og Guds storhet (The goodness of God)
  13. 13. Visefolks folkevisa um visse folk (Wise folk's Gossip)
  14. 14. Storskrytarstev (The Braggart's Song)
  15. 15. Siste farvel (The last farewell)
- 1954 Concerto No.5 voor piano en orkest, opus 156
  1. Intro
  2. Danse aux campanules bleues
  3. Finale
- 1955 Hundrad Folketonar frå Hardanger -A Hundred Folk Tunes from Hardanger - Suite No.2 "15 Fjellstev" opus 151
  1. 16. Langt, langt té fjells té Turid (Far into the mountains to Turid)
  2. 17. Med ulvar og rein i uvèr pao viddae (Wolves and reindeer in moorland storm)
  3. 18. Höno, hunden, kyrae og hesten (Badnasull) (The hen, the hound, the cow nad the horse (Nursery rhyme))
  4. 19. Fjell-lokk (Mountain melody)
  5. 20. Med sterkt öl te fjells (Strong ale to the mountain farm)
  6. 21. Seljeflyta yver stillt fjellvatn (The willow flute across the quiet tarn)
  7. 22. Gamle-Erik sin klagosong (Old Nick's lament)
  8. 23. Rjupo pao folgafodnae (Snow grouse on the glacier)
  9. 24. Å! Höyre du songjen i fossaduren? (Do you hear the falls singing?)
  10. 25. Huldraslaotten hans Halte-Lars (The lame fiddler's hulder-dance)
  11. 26. Songjen inne i Huldra-haugjen (A song ascends from the Huldra-Hill)
  12. 27. Eldebrand i skjeggjet (Beard on fire!)
  13. 28. Munnharpe-ljod (The harp played by the mouth (Jew's harp))
  14. 29. Fjellmansjento up i lid (The mountaineer's daughter on skis)
  15. 30. Eg sang meg ut so vida (I saw afar)
- 1957 Olav Kyrre voor sopraan en orkest, opus 166 nr. 1 - tekst: P. Sivle
- 1957 Tord Foleson voor baritonsolo en orkest, opus 166 nr. 2
- 1957 Haust - Autumn voor unisono-koor en orkest, opus 166 nr. 4 - tekst: P. Sivle
- 1957 Gøym meg mor . Hide me Mother voor baritonsolo en orkest, opus 166 nr. 5 - tekst: P. Sivle
- 1957 Eit ord -- (A Word) voor baritonsolo, gemengd koor en orkest, opus 166 nr. 7 - tekst: P. Sivle
- 1957 Kjikarten - The Binoculars voor mannenkoor en orkest - tekst: P.Sivle
- 1958 Hundrad Folketonar frå Hardanger - A Hundred Folk-tunes from Hardanger - "Brudlaups-suiten - Wedding Suite" Suite nr.4 opus 151
  1. 46. Du... (you...)
  2. 47. Friarföter (Going a-wooing)
  3. 48. Eit gamalt sel fortel (Tale from the mountain hut)
  4. 49. Belaresveinen (The matchmaker)
  5. 50. Pao veg te brudlaupsgaren (Off to the country wedding)
  6. 51. Krune-brure (Bridal crown) 1'55
  7. 52. Graot og laott aot ain baot (Tears and laughter for a boat)
  8. 53. So stillt dei ror på glitre-fjord (How silent they row on the glittering fjord)
  9. 54. Kjömeistarvisa (Toastmaster's song)
  10. 55. Når kvite skaut i sumarbrisen bylgjer (When white scarves wave in the summer breeze)
  11. 56. Rikje-Ragna med jarnhendene (Rich Ragna with the iron hands)
  12. 57. Skottrarar (Guisers)
  13. 58. Brura-drammane (The bride's drink)
  14. 59. Fyllesnakk - hommage à l'atonalité (Drunken talk - homage to atonality)
  15. 60. Haringöl (Hardanger ale)
  16. Haringöl (Hardanger ale) from Suite No.4, first version
- 1958 Solgud-symfonien (Sun God Symphony) opus 81
  1. Gudane glöymer mistelteinen (The Gods Forget the Mistletoe)
  2. Baldurs bålferd (Baldur's Bonfire Journey)
  3. Dansen i pileregnet (Arrow-Dance)
- 1965 Sanger til dikt av Johan Falkberget - Songs to Poems by Johan Falkberget voor sopraan, vrouwenkoor, percussie, solostrijkers en orkest
  1. Den mørke natt forgangen er
  2. En gammel bergstue
  3. Høst ved Rugelsjøen
  4. I bjørkeskogen klokken fire morgen
  5. Sjøen.
- 1967 Jonsokkvelden - The midsummer evening
- 1970 Rimet Skog - Rimed Wood voor zang en orkest - tekst: Knut Hamsun
- 1971 Basun - (Trombone) voor zanger en orkest - tekst: Knut Hamsun
- 1971 Bergkrystal - (Rock Crystal) voor gemengd koor en orkest - tekst: Knut Hamsun
- 1971 Paa Hvælvet - At the Overturned Bottom voor zang en orkest - tekst: Knut Hamsun
- 1972 Julereisa - The Christmas journey
- 1975 Håvamål voor zang en orkest
  1. Byrdi betri
  2. Deyr fe, deyr frendar
  3. Dellings durum
  4. Gattir adlar
  5. Hjardir dat vitu.
- Astrup-Suite
- Hundrad Folketonar frå Hardanger - A Hundred Folk-tunes from Hardanger "Trolltonar - Troll Tunes" Suite nr.5 opus 151
  1. 61. Trollstemt hardingfela (Troll-tuned Hardanger fiddle)
  2. 62. Huldre-bufora (Hulder transhumance)
  3. 63. Huldre-bånsull (Hulder hush-a-bye)
  4. 64. Huldre-nöring (Hulder wedding-breakfast)
  5. 65. Bytingen (The changeling)
  6. 66. Folgafodne fortel ingenting (Folgafodne glacier keeps its secrets)
  7. 67. Guten med trollsylvet (The boy with the troll-treasure)
  8. 68. Galdresong (Spell-song)
  9. 69. Krokharpa som kunde tala (The crooked harp that could talk)
  10. 70. Garsvoren dansar (The brownie dancing)
  11. 71. Nykken spelar (The water-sprite playing)
  12. 72. Tusmyrkre (Twilight)
  13. 73. Tusseflyta (Fairy flageolet)
  14. 74. Dvergmålet (Echo from the other side)
  15. 75. Domedag (Doomsday)
- Des Iles voor tenorsolo en orkest - tekst (Frans): R. de Saint Ours
- Concerto No.1 voor Hardanger Fiddle en orkest, opus 163
  1. Allegretto
  2. Andante
  3. Allegro moderato
- Concerto No.2 - "Three Fjords" voor Hardanger Fiddle en orkest, opus 252,
  1. Hardangerfjord
  2. Sognefjord
  3. Nordfjord
- Concerto No.2 "Concerto Eroico" voor harp en orkest, opus 170
- Fire brev fra Edvard Grieg til Frants Beyer - (Four Letters from Grieg to Frants Beyer) voor tenorsolo en orkest - tekst: Edvard Grieg
- Gudelunder i Portaasskogen voor baritonsolo en orkest - tekst: Hermann Wildenwey
- Gullgravervise frå strilelandet voor gezang en orkest
- Herregård og Husmannsplass voor orkest
- Hymne til Havet - Hymn to the Ocean voor zang en orkest - tekst: J. Sande
- Jonsokbålet - The Mid-summer Fire
- Jonsoknatt - Mid-summer Night voor sopraan, tenor, bariton, spreker en orkest - tekst: H.H. Holm
- Kina-Reis - The Travel to China voor twee zangers en orkest - tekst: J. Sande
- Lavransdatters vise - Song of Kristin Lavransdatter voor orkest
- Lur og orkester - Lure and Orchestra voor lure solo (Noors folk instrument) en orkest
- Nykken - The Nixie symfonische gedicht voor orkest, opus 187
- Reisebilleder - Pictures from a Journey
  1. Via Appia
  2. Sicilia
  3. Tripoli
  4. El Escorial
  5. Sevilla
  6. Beduinerjenter ved oasen
  7. Stjernehimmel over Sahara
- Sanger til dikt av Anders Hovden - Songs to Poems by Anders Hovden voor zanger, koor en orkest
  1. Handi hans far
  2. Haust i April
  3. Havet
  4. Kingelen
  5. Kvite fuglar
  6. Mot soleglad
  7. Hugsamt er det i Hovdebygdi
  8. Til ein ungdom
- Sanger til dikt av Arnulf Øverland - Songs to Poems by Arnulf Øverland voor tenorsolo en orkest
  1. Der flakker så røde stjerner
  2. Å si mig hvorfor
  3. Fluen
  4. Utopia
  5. Lindormen
  6. Dagvise
  7. Vuggevise
  8. Det jodlet i røde skoger
  9. Stjernenes hus
  10. Et seil glir bort i kveldens blå
- Sanger til dikt av Aslaug Laastad Lygre - Songs to Poems by Aslaug Laastad Lygre voor zang en orkest
  1. Bera ei sorg
  2. Det einøygde huset
  3. Mjukt skjer åra
- Sanger til dikt av Aslaug Vaa - Songs to Poems by Aslaug Vaa voor zang en orkest
  1. Den gamle apalen
  2. Det stusslege romet
  3. Lykelen
  4. På vegakanten
  5. Marskveld
  6. Nordlysun
  7. Vaka og vente
  8. Hestmennan
  9. I hasseldokk
  10. Svara meg, mi Harpe
  11. Villarkonn
- Sanger til dikt av François Mauriac - Songs to Poems by François Mauriac voor gemengd en mannenkoor en orkest
  1. Notre ame
  2. Cette ame a dévancé
  3. Un peu de lune pale
  4. Paysages
  5. Mon ami, ton coeur
  6. Sédentaire.
- Sanger til dikt av Knut Hamsun - Songs to Poems by Knut Hamsun voor orkest
  1. Basun
  2. Bergkrystall
  3. Paa Hvælvet
  4. Rimet skog
  5. Skjærgaardsø
  6. Tonen
  7. Ved nyingen
- Smørblomster - Buttercup voor sopraan, tenor en orkest - tekst: B. Berg-Olsen
- Symfoni Nr. 1 - Symphony No. 1 - "Julekvelden - The Christmas Eve" opus 182
- To Juletoner frå Hardanger - Two Christmas Tunes from Hardanger
  1. Slåttestev til Jol
  2. Jolesveinane.
- Three Orchestral Pieces from the Dreams of Baldur op. 81 gereconstrueerd van Kaare Dyvik Husby
  1. Gudane gløymer mistelteinen
  2. Dansen i Pileregnet
- 1937/1938 Variationer over en folkvise frå Hardanger - Variations on a Folk Tune from Hardanger voor twee piano's en orkest

### Werken voor harmonieorkest
- 1962 Det gamle kvernhuset, opus 204
- 1962 Hymne til fridomen
- 1970 Prinds Christian Frederiks honnørmarch voor brassband
- 1974 Sinfonia di soffiatori No. 3
- Sinfonietta di soffiatori, opus 203
  1. Intonazione d'autunno (Forspill til høsten)
  2. Ricordi d'estate (Sommerminner)
  3. Fanfara funebra (Tragisk fanfare)
  4. Allegria alpestre (Fjellglede)
  5. Canto di congedo (Avskjedssang)

### Missen, cantates en geestelijke muziek
- The Turtle solo-cantate voor mezzosopraan en orkest - tekst (Engels): vanuit The Grapes of Wrath van John Steinbeck
- 1974 Telemarkin cantate voor zang, spreker, hardanger fiddle en orkest - tekst: Aslaug Vaa

### Muziektheater

#### Opera's
| Voltooid in | titel                      | aktes   | première                 | libretto                                          |
| ----------- | -------------------------- | ------- | ------------------------ | ------------------------------------------------- |
| 1938        | Håkonarmål                 |         |                          | van de componist                                  |
| 1939        | Nordvest-Sud-Nordaust-Nord | 4 aktes | verloren gegaan          | Roald Amundsen                                    |
| 1940        | Dragaredokko, op. 140      | 5 aktes | 1940, Bergen (Noorwegen) | van de componist                                  |
| 1964        | Jeppe, op. 250             | 3 aktes | 1964, Bergen (Noorwegen) | van de componist, naar Ludvig Holberg (1684-1754) |

#### Balletten
| Voltooid in | titel | aktes   | première                | libretto | choreografie |
| ----------- | --- | ------- | ----------------------- | -------- | ------------ |
| 1935        | Baldurs Draumar - Baldur's dromen, op. 81; - 1. Prologue to Act I 2. Act 1 3. Prologue to Act 2 4. Act 2 5. Prologue to Act 3 6. Act 3 | 3 aktes | 1938, Oslo              |          |              |
| 1939        | Birgingu |         | 1939, Oslo              |          |              |
| 1956        | Husguden - (Huis-god), opus 184 |         | 1956 Bergen (Noorwegen) |          |              |